# نذير نبعة
نذير نبعة فنان تشكيلي سوري ولد في دمشق عام 1938 ودرس الفن في باريس بالأكاديمية العليا للفنون الجميلة للفنون في فرنسا، وكذلك درس في القاهرة للفترة من عام 1959 لغاية عام 1965، وبدأ بإقامة معارض فنية منذ نهاية عقد الخمسينات من القرن العشرين في سوريا وفي بعض الدول العربية، وكذلك في عدد من دول العالم. وكان ينتمي في ذروة صعود الكفاح المسلح الفلسطيني إلى حركة فتح، وهو الذي صمم شعارها، بالإضافة إلى ملصقاتها في أواخر عقد الستينيات من القرن العشرين. 

## معارض نذير نبعة
المعارض الشخصية للفنان:-
- معرض صالة الفن الحديث - دمشق 1965
- معرض صالة الصيوان - دمشق 1968
- معرض صالة غاليري واحد - بيروت 1969
- معرض صالة المعارض في المركز العربي - دمشق 1979
- معرض في متحف الشارقة / الإمارات 1996
- معرض غاليري بوزار - دبي 1997
- معرض المجمع الثقافي الإماراتي - أبوظبي 1998
- معرض مهرجان القرين الثقافي - الكويت 1998
- معرض في متحف الفن الحديث (الكويت) - الكويت 2001

## المعارض المشتركة
- معارض فنية عالمية مشتركة مع فنانين سوريين واجانب في في مدن عالمية (باريس - مدريد - بولونيا - سان باولو - موسكو - لايبزك - طوكيو - براتسلافا).
- معارض فنية عربية مشركة في مدن عربية (دمشق - حلب - بيروت - القاهرة - الكويت - الإسكندرية

## الجوائز
- 1967- معرض غرافن آ.
- 1968- بينالي الإسكندرية.
- جائزة المدرسة العليا في باريس.

## وفاته
توفي الفنان نذير نبعة في يوم 22 شباط 2016 في منزله في مدينة المزة عن عمر 78 عام بعد صراع مع المرض في دمشق وسميت إحدى المدارس باسمه تكريماً له. 
تزوج نذير نبعة من المصرية شلبية إبراهيم، التي تعرف إليها أثناء دراسته في مصر، وعادا معًا إلى دمشق.